# 天葬坟
天葬坟，位于中国广东省中山市五桂山区长命水东南1.7公里处，海拔340米，是五桂山山脉的一座山体。天葬坟的名字来源于宋朝的一个传说，当时，土瓜岭的一位刘姓村民带猎狗来此打猎，突遇暴雨被倒塌的泥土所埋。猎狗回家带刘的妻子过来，刘妻发觉已不能施救。风水先生告诉刘妻，说这是天葬，风水非常好，刘妻就没再移葬丈夫。而那猎狗不愿意离开，一直伴随主人饿死在坟边。死后，刘的家人将其埋葬在主人身旁。
。